# Thomas de Moleyns (3e baron Ventry)
Thomas Townsend Aremberg de Moleyns, 3e baron Ventry (né Mullins) (janvier 1786 - 18 janvier 1868), est un soldat et noble anglo-irlandais. 

## Biographie
Il est le fils de Townsend Mullins, le deuxième fils de Thomas Mullins (1er baron Ventry), et sa deuxième épouse Christabella, fille de Solomon Dayrolles. Mullins est nommé lieutenant dans le Royal Fusiliers le 5 février 1807 et sert avec le régiment pendant la Guerre d'indépendance espagnole. Il combat à Busaco et Albuera et est grièvement blessé à cette dernière bataille. Il achète un capitanat le 13 août 1811. Il est légèrement blessé à la Bataille de La Nouvelle-Orléans, où son oncle, Thomas Mullins, commande un régiment. Il est mis en demi-solde le 11 décembre 1817 et n'est pas revenu au sein de l'armée. 
Le 18 août 1821, il épouse Eliza Theodora Blake, fille de John Blake, 11e baronnet, et sa femme Rose, cousine germaine de Mullins. Il succède à son oncle comme baron Ventry en 1827. 
Le 16 février 1841, il prend le nom de famille de Moleyns pour lui et les autres descendants du 1er baron Ventry. C'est un signe de la prétention de Ventry d'être issu de la famille médiévale de Moleyns de Burnham, Norfolk, qui, cependant, n'a jamais été fermement établie. 
Lord Ventry est décédé en 1868 à Burnham House, le siège familial près de Dingle. Il est remplacé par son fils aîné, Dayrolles. 